# Petinomys hageni
Lo scoiattolo volante di Hagen (Petinomys hageni Jentink, 1888) è uno scoiattolo volante endemico dell'Indonesia. Deve il nome al suo scopritore, il naturalista tedesco Bernhard Hagen (1853-1919).

## Descrizione
La pelliccia dello scoiattolo volante di Hagen è piuttosto folta e relativamente soffice sulle regioni superiori, e fine su quelle inferiori. Le regioni superiori sono marroni e quelle inferiori sono più chiare, bianche o grigio chiaro. La coda è dello stesso colore del dorso.
Nell'aspetto generale ricorda gli altri scoiattoli volanti del Sud-est asiatico, ma si differenzia da essi per alcuni aspetti del cranio. Ha la testa larga e schiacciata, con un muso corto. La coda è appiattita come una piuma, dal momento che i peli posti ai lati sono rivolti verso l'esterno. I peli al di sotto di essa sono più corti e aderenti all'asse, ma quelli della parte superiore non sono né corti né aderenti all'asse, bensì molto folti.

## Distribuzione e habitat
Lo scoiattolo volante di Hagen vive solamente nelle foreste pluviali tropicali delle regioni settentrionali di Sumatra, ma potrebbe essere presente anche nel Borneo, ove venne catturato un esemplare museale, andato purtroppo perduto.

## Biologia
Lo scoiattolo volante di Hagen è un animale notturno e arboricolo, diffuso solamente nelle foreste primarie.

## Conservazione
Lo scoiattolo volante di Hagen è minacciato dalla deforestazione, ma le informazioni a suo riguardo sono così poche che la IUCN lo classifica tra le specie a status indeterminato.